# Krynki-Miklasy
Krynki-Miklasy [ˈkrɨnki miˈklasɨ] est un village polonais de la gmina de Grodzisk dans le powiat de Siemiatycze et dans la voïvodie de Podlachie. Il se situe à environ 8 kilomètres au nord-ouest de Grodzisk, à 26 kilomètres au nord-ouest de Siemiatycze et à 66 kilomètres au sud-ouest de Bialystok. 